# Pinnaspis hibisci
Pinnaspis hibisci är en insektsart som beskrevs av Sadao Takagi 1970. Pinnaspis hibisci ingår i släktet Pinnaspis och familjen pansarsköldlöss. Inga underarter finns listade i Catalogue of Life.